# Andrija Prlainović
Andrija Prlainović (em sérvio:  Андрија Прлаиновић; Dubrovnik, 28 de abril de 1987) é um jogador de polo aquático sérvio, nascido na Croácia, campeão olímpico.

## Carreira

### Jogos Olímpicos
Prlainović fez parte dos elencos bronze olímpicos de Pequim 2008 e Londres 2012. Em 2016 integrou a equipe da Sérvia medalha de ouro nos Jogos do Rio de Janeiro.